# Петрова, Надежда Казаковна
Надежда Казаковна Петрова (15 июня 1919, с. Шаралдай, Боханский район, Иркутская область, РСФСР — 12 сентября 2011, Улан-Удэ, Российская Федерация) — советская, российская и бурятская оперная певица, солистка Бурятского театра оперы и балета, народная артистка РСФСР (1959).

## Биография
Родилась в семье потомственных крестьян-скотоводов.
В 1954 году окончила Ленинградскую консерваторию у Т. А. Докукиной.
В 1939—1948 и 1954—1969 годах — солистка Бурятского театра оперы и балета, первая исполнительница ряда партий в бурятских операх. Исполняла ведущие партии классической русской, зарубежной и национальной опер. И. В. Сталин называл её «восточным соловьем». В годы Великой Отечественной войны с концертной бригадой выступала на Белорусском фронте.
В 1959 году в Москве состоялась Вторая декада бурятского искусства, по итогам которой исполнительница была удостоена звания народный артист РСФСР.
Как педагог обучала солистов бурятской оперы: Галину Шойдагбаеву, Ольгу Аюрову, Валентину Цыдыпову, Татьяну Шойдагбаеву, Веру Васильеву, Туяну Дамдинжапову, Эржену Базарсадаеву, Эржену Цыденжапову и других.

## Театральные работы
- Марфа /«Царская невеста» Н.Римский Корсаков/
- Антонида /«Иван Сусанин» М.Глинка/
- Иоланта /«Иоланта» П.Чайковский/
- Снегурочка /«Снегурочка» Н.Римский-Корсаков/
- Татьяна /«Евгений Онегин» П.Чайковский/
- Мадам Баттерфляй /«Чио-Чио-сан» Дж. Пуччини/
- Маргарита /«Фауст» Ш.Гуно/
- Валентина /«Веселая вдова» Ф.Легар/
- Арюн Гохон /«Энхэ-Булат батор» М.Фролов/
- Нансалма /«У истока родника» Б.Ямпилов/
- Таня /«Таня» Г.Крейтнер/
- Номин /«Побратимы» Д.Аюшеев, Б.Майзель/
- Ная /«На Байкале» Л.Книппер/

## Награды и звания
- Орден Трудового Красного Знамени (31.10.1940)[1] — за выдающиеся заслуги в деле развития Бурят-Монгольского театрального и музыкального искусства.
- Народная артистка РСФСР (1959).
- Заслуженная артистка РСФСР (1948).
- Почётный гражданин Республики Бурятия.